# Моранґ
Моранґ — округ Непалу, частина провінції Косі, один з 75 округів Непалу. Адміністративним центром округу є Біратнагар, округ має територію 1855 км², його населення становить 965 370 мешканців (2011 рік).